# Leo Johansson
Leo Rickard Josef Johansson (ur. 30 czerwca 1999 w Skillingaryd) – szwedzki biegacz narciarski, wicemistrz świata młodzieżowców.

## Kariera
Po raz pierwszy na arenie międzynarodowej pojawił się 21 listopada 2015 roku w Bruksvallarnie, gdzie w zawodach juniorskich zajął 14. miejsce w biegu na 10 km stylem dowolnym. W 2017 roku wystartował na mistrzostwach świata juniorów w Soldier Hollow, zajmując 8. miejsce w sztafecie, 22. w biegu łączonym i 30. w biegu na 10 km techniką dowolną. Jeszcze dwukrotnie startował na imprezach tego cyklu, zajmując między innymi szóste miejsce w sztafecie podczas mistrzostw świata juniorów w Lahti w 2019 roku oraz dwunaste w biegu łączony na rozgrywanych rok wcześniej mistrzostwach świata juniorów w Goms. Ponadto podczas mistrzostw świata młodzieżowców w Lygna w 2022 roku zdobył srebrny medal w biegu na 15 km techniką klasyczną.
W Pucharze Świata zadebiutował 29 stycznia 2021 roku w Falun, gdzie w biegu na 15 km stylem dowolnym zajął 55. miejsce. Pierwsze pucharowe punkty wywalczył 27 listopada 2021 roku w Ruce, zajmując 22. miejsce w biegu na 15 km stylem klasycznym.
Wystartował na igrzyskach olimpijskich w Pekinie w 2022 roku, gdzie zajął 37. miejsce w biegu łączonym oraz 39. miejsce w biegu na 50 km stylem dowolnym.

## Osiągnięcia

### Igrzyska olimpijskie
| Miejsce | Dzień     | Rok  | Miejscowość | Konkurencja                  | Czas biegu | Strata  | Zwycięzca           |
| ------- | --------- | ---- | ----------- | ---------------------------- | ---------- | ------- | ------------------- |
| 37.     | 6 lutego  | 2022 | Zhangjiakou | 30 km bieg łączony           | 1:16:09,8  | +8:49,8 | Aleksandr Bolszunow |
| 39.     | 19 lutego | 2022 | Zhangjiakou | 50 (28,4) km stylem dowolnym | 1:11:32,7  | +5:43,8 | Aleksandr Bolszunow |

### Mistrzostwa świata juniorów
| Miejsce | Dzień       | Rok  | Miejscowość    | Konkurencja                            | Czas biegu | Strata  | Zwycięzca               |
| ------- | ----------- | ---- | -------------- | -------------------------------------- | ---------- | ------- | ----------------------- |
| 30.     | 1 lutego    | 2017 | Soldier Hollow | 10 km stylem dowolnym                  | 23:08,6    | +2"02,8 | Władisław Wieczkanow    |
| 22.     | 3 lutego    | 2017 | Soldier Hollow | 20 km bieg łączony                     | 49:40,5    | +2:00,0 | Władisław Wieczkanow    |
| 8.      | 3 lutego    | 2017 | Soldier Hollow | bieg sztafetowy 4×5 km                 | 49:40,5    | +4:27,5 | Norwegia                |
| 20.     | 30 stycznia | 2018 | Goms           | 10 km stylem klasycznym                | 24:58,8    | +1:33,6 | Jon Rolf Skamo Hope     |
| 12.     | 1 lutego    | 2018 | Goms           | 20 km bieg łączony                     | 58:45,7    | +2:12,9 | Harald Østberg Amundsen |
| 7.      | 3 lutego    | 2018 | Goms           | Sztafeta 4x5 km                        | 50:04,2    | +1:07,9 | Norwegia                |
| 28.     | 20 stycznia | 2019 | Lahti          | Sprint stylem klasycznym               | 3:26,33    | -       | Aleksandr Tierientjew   |
| 24.     | 22 stycznia | 2019 | Lahti          | 10 km stylem dowolnym                  | 22:34,9    | +1:23,3 | Jules Chappaz           |
| 28.     | 24 stycznia | 2019 | Lahti          | 30 km stylem klasycznym (start masowy) | 1:15:16,7  | +1:22,4 | Luca Del Fabbro         |
| 6.      | 6 marca     | 2020 | Oberwiesenthal | bieg sztafetowy 4×5 km                 | 54:54,9    | +41,8   | Stany Zjednoczone       |

### Mistrzostwa świata młodzieżowców (do lat 23)
| Miejsce | Dzień     | Rok  | Miejscowość    | Konkurencja                          | Czas biegu | Strata  | Zwycięzca               |
| ------- | --------- | ---- | -------------- | ------------------------------------ | ---------- | ------- | ----------------------- |
| 41.     | 3 marca   | 2020 | Oberwiesenthal | 15 km stylem klasycznym              | 36:26,4    | +1:48,2 | Siergiej Ardaszew       |
| 29.     | 4 marca   | 2020 | Oberwiesenthal | 30 km stylem dowolnym (start masowy) | 1:12:42,0  | +6:22,9 | Harald Østberg Amundsen |
| 4.      | 7 marca   | 2020 | Oberwiesenthal | bieg sztafetowy mieszany 4×5 km      | 54:40,5    | +52,7   | Norwegia                |
| 23.     | 12 lutego | 2021 | Vuokatti       | 15 km stylem dowolnym                | 35:27,6    | +1:37,3 | Hugo Lapalus            |
| 2.      | 24 lutego | 2022 | Lygna          | 15 km stylem klasycznym              | 40:23,0    | +6,7    | Arsi Ruuskanen          |

### Puchar Świata

#### Miejsca w klasyfikacji generalnej
| Sezon     | Miejsce           |
| --------- | ----------------- |
| 2020/2021 | niesklasyfikowany |
| 2021/2022 | 74.               |
| 2022/2023 | 109.              |
| 2023/2024 | 46.               |
| 2024/2025 |                   |